# شعب كوناما
الكوناما هي العرقية النيلية التي تقطن إريتريا وإثيوبيا. على الرغم من أنها واحدة من أصغر المجموعات السكانية في إريتريا، وتشكل نسبة 2٪ فقط من السكان، فإن 80٪ من كوناما يعيشون في البلاد. يعيش أكثر من 100.000 كوناما في المنطقة النائية والمعزولة بين نهري الجاش وسيت بالقرب من الحدود مع إثيوبيا. أجبرت الحرب الإثيوبية الإريترية (1998-2000) حوالي 4000 شخص من كوناما على الفرار من ديارهم إلى إثيوبيا، كلاجئين يقيمون في المنطقة المتوترة فقط على الحدود مع اريتريا وعلى مقربة من قرية بادمي الحدودية المتنازع عليها. لكن في الإحصاء الإثيوبي لعام 2007، انخفض عدد كوناما في تيغري إلى 2، 976 حيث هاجرت بقية أعضاء المجموعة العرقية البالغ عددهم 2000 أو نحو ذلك إلى أقاليم أثيوبيا الأخرى.

## التركيبة السكانية
يتحدث كوناما بلغة كوناما. ينتمي إلى عائلة اللغات النيلية الصحراوية، ويرتبط ارتباطًا وثيقًا بلغة النارا. على الرغم من أن بعض كوناما لا يزالون يمارسون المعتقدات التقليدية، إلا أن معظمهم تبنى المسيحية والإسلام. يشار إلى السهول الخصبة من قاش سيت، المعروف أيضا باسم جاش-بركاء، المنطقة التي يعيش فيها كوناما باسم «سلة إريتريا». في السابق بدو، هم اليوم مزارعون ورعاة. تاريخيا، كانت تهيمن على كوناما من قبل المجموعات العرقية الأخرى وغالبا ما أجبروا من أراضيهم التقليدية. تتمثل السياسة الرسمية لحكومة إريتريا في أن جميع الأراضي هي ممتلكات حكومية وتشجع الحكومة المزارع التجارية الكبيرة.

## وسائل الإعلام
أنتج فيلم وثائقي حائز على جائزة الصفحة الرئيسية عبر الأراضي يروي رحلة لاجئي كوناما الذين وصلوا حديثًا وهم يحاولون أن يصبحوا معتمدين على أنفسهم، واستثمروا المشاركين في منزلهم الجديد. توجيه انتقالهم هو وكالة إعادة التوطين، المعهد الدولي في رود آيلاند، الذي يربطهم بالموارد التي يحتاجون إليها أثناء عملهم على تأسيس مجتمع جديد وحياة أفضل لعائلاتهم.

## الجينات
علم الوراثة تحليل المؤشرات الجينية الكلاسيكية وتعدد أشكال الحمض النووي وجدت أن كوناما هي الأكثر ارتباطا بشعب سارة في تشاد. يتحدث كلا الشعبين لغات من عائلة نيلو-الصحراء. كما أنها مشابهة لسكان غرب أفريقيا، ولكنها متميزة بيولوجياً عن الجماعات الكوشيتية والأثيوبية المحيطة بها الناطقة باللغة الأفرو آسيوية. [6] وفقا ل Trombetta وآخرون. (2015)، حوالي 65 ٪ من كوناما هي حاملات من haplogroup الأب E1b1b. من بين هؤلاء، 20٪ منهم يتحملون الطبقة الفرعية V32، التي تنتمي إلى 60٪ من المتحدثين التابعين لسلالة تيغري في إريتريا. وهذا يشير إلى تدفق جيني كبير من الذكور المتحدرين من أصل أفرو آسيوي إلى مجتمع نويل أسلاف الكناما. [7] Cruciani et al. ولاحظ (2010) أن أفراد كوناما الباقين هم في المقام الأول حاملات الأنساب A (10٪) و B (15٪)، والتي هي شائعة بدلاً من ذلك بين النيليين